# Hans Hedemann

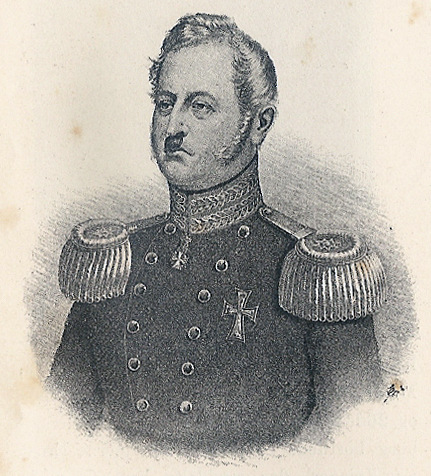
Hans Hedemann.

Hans Christopher Georg Friederich Hedemann, född den 7 juli 1792 i Flensburg (Slesvig), död den 31 maj 1859, var en dansk general, far till Johan Christopher Georg och Marius Sophus Frederik Hedemann. 
Hedemann blev 1808 officer och 1842 chef för första jägarkåren. I mars 1848 blev han, trots att han var arméns näst yngste överste, ställd i spetsen för den aktiva hären, och han anförde med heder denna, med Læssøe som stabschef, i striderna vid Bov, Slesvig och Dybböl. Han råkade likväl i tvist med krigsministern Tscherning, återkallades i juli och var därefter kommendant i Köpenhamn till 1855. Året därefter blev han fullständigt blind.